# Susanna von Rom

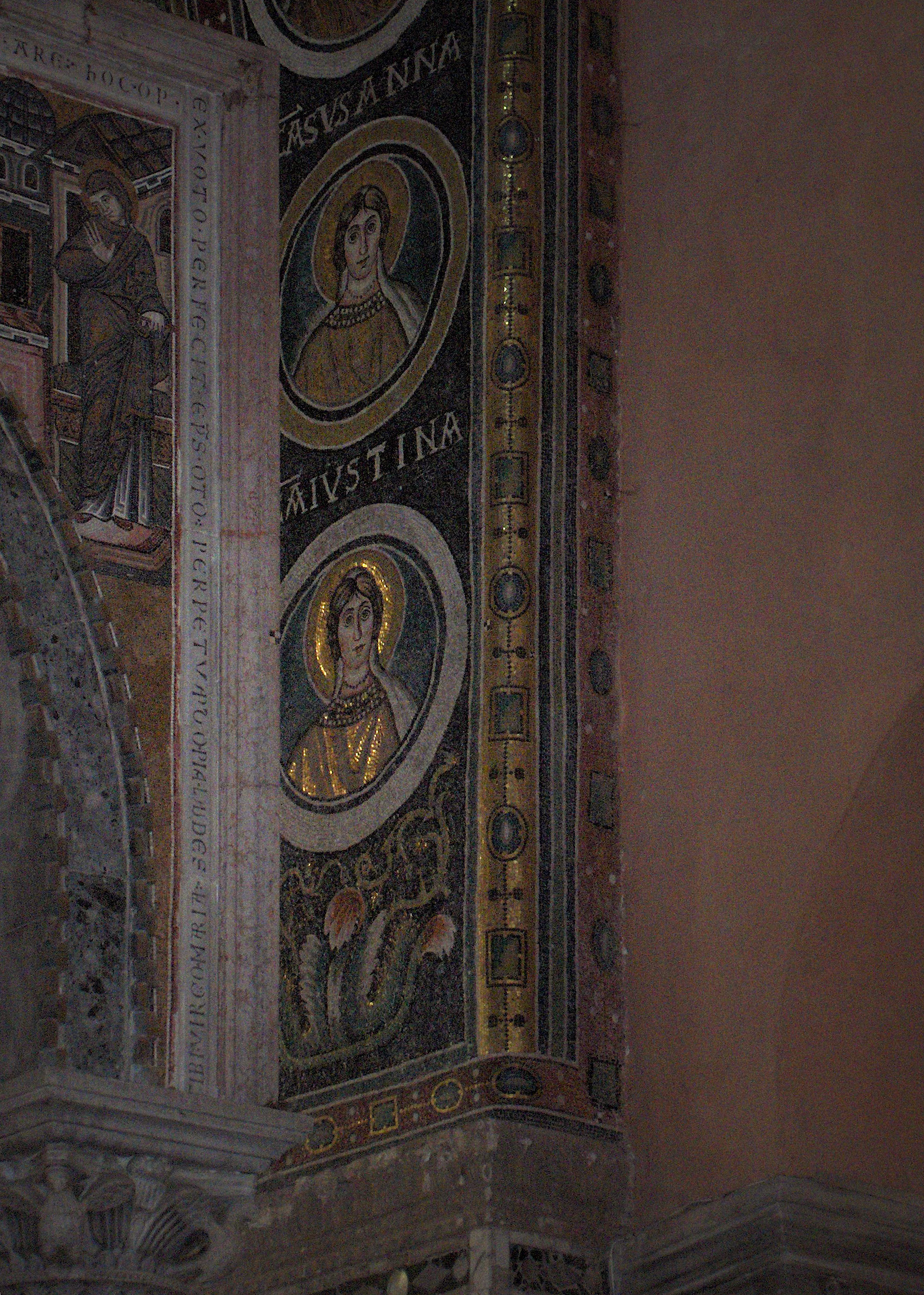
Eine der frühesten Darstellungen der heiligen Susanna (oben) in einem Mosaik auf der Apsis der Euphrasius-Basilika, Poreč, Kroatien, 6. Jahrhundert

Susanna von Rom ist eine Heilige der römisch-katholischen Kirche und der orthodoxen Kirchen. Der gesichert unhistorischen Legende nach soll sie bei der Christenverfolgung unter dem römischen Kaiser Diokletian das Martyrium erlitten haben. Ihre Heiligenlegende entstand wohl im 5. oder 6. Jahrhundert. Ihr ist mit Santa Susanna eine der ältesten Titelkirchen Roms geweiht. Sie ist Schutzpatronin von Torre Santa Susanna und Osini in Italien. Im Calendarium Romanum Generale wird ihr Fest seit 1969 nicht mehr berücksichtigt, in orthodoxen Kalendern ist es nach wie vor am 11. August verzeichnet.

## Legende
Laut der im 6. Jahrhundert verfassten und allgemein als Erfindung angesehenen Heiligenlegende zu ihrem Leben soll Susanna eine Nichte des Papstes Gaius und Tochter des heiligen Gabinus gewesen sein. Sie hatte das Gelübde ewiger Jungfräulichkeit abgelegt und weigerte sich infolgedessen, den Adoptivsohn des Kaisers Diokletian, Maximian, zu heiraten. Die zu ihr gesandten kaiserlichen Werber – zunächst ihr Cousin Claudius, dann dessen Bruder Maximus – sollen sie zum Christentum bekehrt haben. Als sie gezwungen wurde, vor einem kleinen, goldenen Jupiterbildnis zu opfern, hauchte sie es an, senkte den Kopf und bat Gott, er möge sie vor dem Anblick des Dämonen schützen. Als sie den Kopf wieder hob, war das Bildnis verschwunden. Der anwesende Abgesandte des Kaisers, Macedonius, dachte, sie hätte es gestohlen, und wertete dies als Zeugnis ihres Glaubens an die heidnischen Götter. Da kam ein Bote und meldete, das Jupiterbild sei im Hofe des Palastes aufgetaucht. Unter den Schlägen des aufgebrachten Macedonius bekannte sich Susanna nun beharrlich als Christin. All dies wurde dem Kaiser gemeldet, der sie zum Tode durch das Schwert verurteilte. Das Urteil wurde in ihrem eigenen Haus vollstreckt. Diokletians angebliche Gattin Serena – die historische Ehefrau Diokletians hieß Prisca –, demnach selbst heimliche Christin, soll das Blut Susannas in einem Gefäß gesammelt und die Tote in einem silbernen Sarg im coemeterium Alexandri – entweder eines der Coemeterien an der Via Nomentana oder das coemeterium Iordanorum an der Via Salaria – bestattet haben. Gaius habe dann im Haus des Gabinus, das seinem eigenen nächst verbunden lag, eine Statio zur Erinnerung an Susanna eingerichtet. Sie lag daher ad duas domos, „bei den zwei Häusern“.

## Verehrung

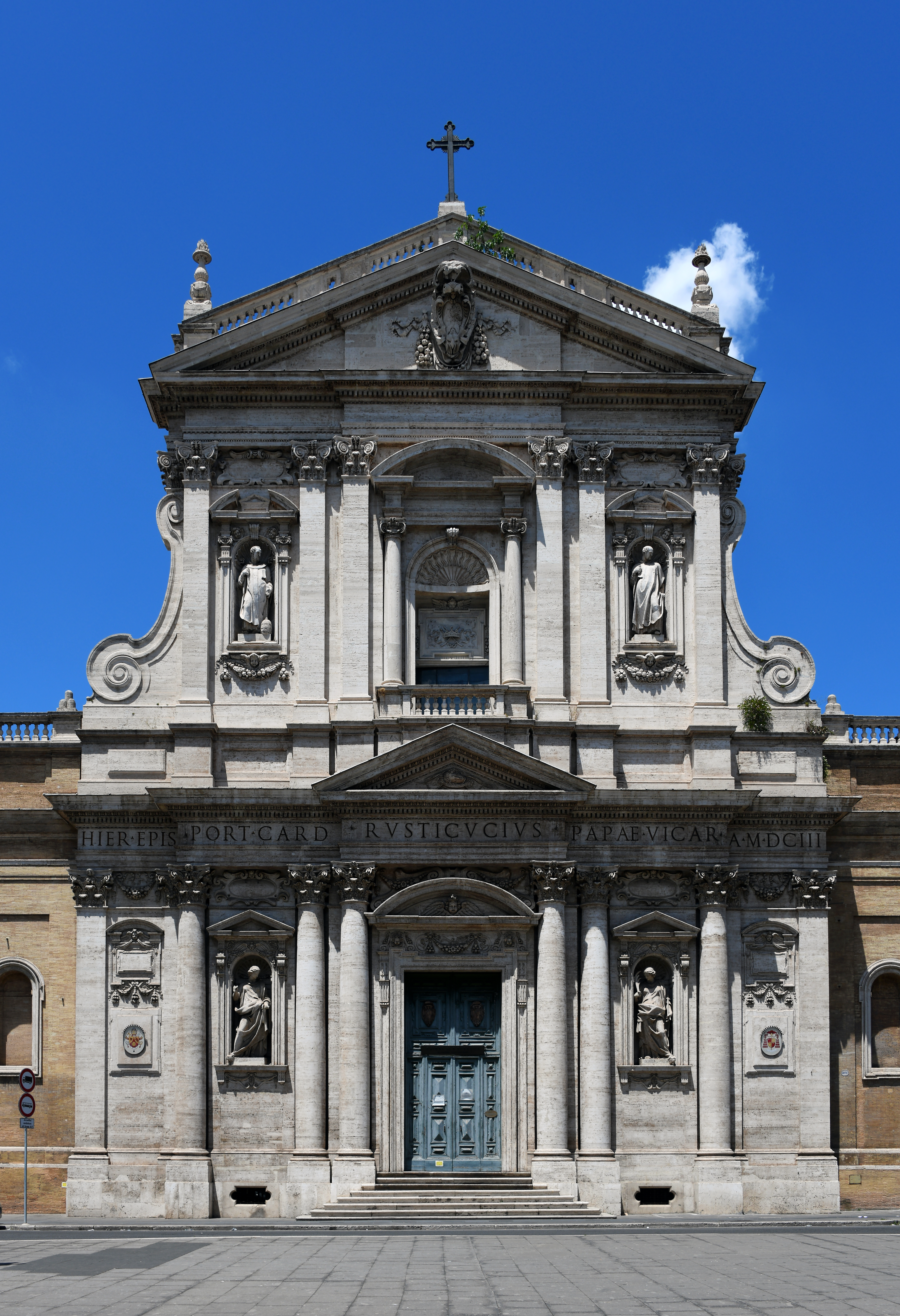
Front der Kirche Santa Susanna, 2018

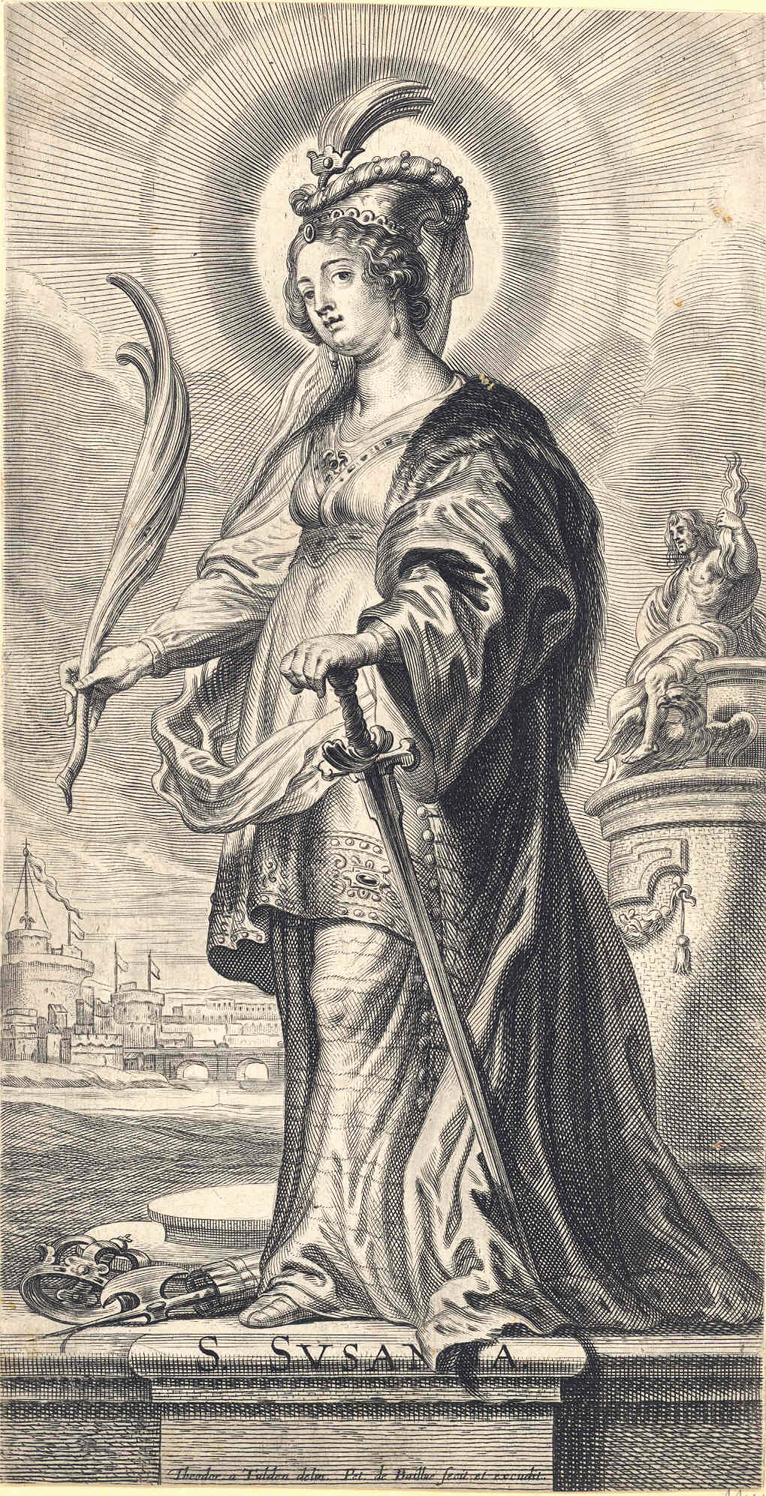
Die heilige Susanna mit Schwert und Krone als Attributen ihres Martyriums, im Hintergrund eine Statue des Jupiter und die Engelsburg. Kupferstich von Pieter de Balliu, 17. Jahrhundert

Susanna war ein äußerst seltener Frauenname in Rom und ist zwischen 313 und 604 lediglich einmal nachweisbar. Gleichwohl ist er der einzige alttestamentliche Name, der eine gewisse Verbreitung in der frühchristlichen Namensgebung fand und wegen der Susanna-Legende (Dan 13,1–64 ) in der Katakombenmalerei belegt ist.
Ob mit der alttestamentlichen Susanna auch die erste Erwähnung einer „heiligen Susanna“ (sancta Susanna) zu verbinden sei, ist Gegenstand der Diskussion. Claudian bittet in einem um das Jahr 402 verfassten und in Iacobum magistrum equitum betitelten Gedicht den Comes und Magister militum des Westens Iacobus, er möge doch Claudians Verse nicht zerfetzen. In einer letztlich ironisch pointierenden Aufzählung verschiedener Heiliger und biblischer Gestalten, die Iacobus in verschiedenen Lebenslagen beistehen sollen, nennt er auch Susanna, die ihm ihre Kräfte geben solle (det vires sancta Susanna suas). Meist wird Claudians Susanna auf die stadtrömische Heilige bezogen, vor allem, weil das Adjektiv sancta für die biblische Gestalt nicht genutzt worden sei. So würde in der nicht sicher zuweisbaren, um 400 entstandenen Abhandlung de lapsu Susannae einer unkeusch gewordenen Jungfrau des Namens die alttestamentliche als fortissima illa Susanna ohne dieses Adjektiv gegenübergestellt. Einen Zusammenhang mit der heiligen Susanna sieht auch Steffen Diefenbach, der ihre Stellung innerhalb des Gedichts allerdings als Hinweis auf eine nicht-römische Herkunft der Heiligenverehrung deutet. Demgegenüber ergibt für Peter Van Nuffelen nur der Bezug auf die biblische Susanna Sinn, der durch das Wortspiel vires/viros („Kräfte“/„(alte) Männer“) zudem den ironischen Zug des Gedichts wegen der für ihre Keuschheit bekannten biblischen Gestalt unterstreicht.
Sicher datiert tritt die heilige Susanna Roms erstmals 595 in Erscheinung, als ein Priester Rusticus als presbyter tituli sanctae Susannae in einer Synode unter Gregor dem Großen firmiert. Dieser Titulus wird im Martyrologium Hieronymianum zum 11. August erwähnt. Der zugehörige Berner Codex aus dem 9. Jahrhundert spezifiziert zudem die Lage mit den Worten ad duas domos iuxta duo clecinas [duo clecinas verderbt aus Diocletianas]. Er lag folglich an einer „bei den zwei Häusern“ genannten Stelle nächst den Thermen des Diokletian, einem Ort der antiken Region Alta Semita. Auch der Liber Pontificalis kennt die Bezeichnung ad duas domos als Synonym für den titulus sanctae Susannae anlässlich der Weihung einiger Gegenstände durch Papst Sergius I., seinerzeit selbst Presbyter des Titulus, in die Kirche. Diese beiden domus genannten Stadtvillen werden mit der domus Nummiorum (Haus der Nummier) und der domus Ceioniorum (Haus der Ceionier) identifiziert, die für diesen Ort bis in die Spätantike belegt sind.
Ad duas domos lag auch die laut der passio s. Susannae von Gaius eingerichtete Statio der Susanna. Daher setzt man gemeinhin den titulus sanctae Susannae mit dem in einer Synodalakte von 499 genannten titulus Gai gleich. Demnach wäre die Heiligenverehrung einer Susanna in Rom bereits für das 5. Jahrhundert gesichert. Durch Ausgrabungen in der Kirche Santa Susanna als Nachfolgebau des titulus sanctae Susannae konnte in den 1990er-Jahren nachgewiesen werden, dass im 5. Jahrhundert – der Ausgräber Alessandro Bonanni schlägt die Jahre nach dem Goteneinfall von 410 vor, da das Gebiet um die Diokletiansthermen von den Geschehnissen schwer getroffen worden war – an dieser Stelle ein seit dem 2. Jahrhundert bestehendes Haus umgestaltet und einer christlichen Nutzung zugeführt wurde; Hinweise auf die Art des an dieser Stelle geübten Kultes oder ein Patrozinium wurden nicht gefunden.
Zwischen etwa 450 und 550 entstand die passio der Susanna und bildete möglicherweise die Grundlage für die Umbenennung des Titulus. Sie ist in verhältnismäßig geringer Anzahl an Textzeugen überliefert. Die Bibliotheca Hagiographica Latina listet 39 Zeugnisse auf, denen Cécile Lanéry im Jahr 2010 weitere 9 hinzufügen konnte. Die ihr zugrunde liegende passio der Cäcilia von Rom ist demgegenüber mit 230 Zeugnissen überliefert. Als Verfasser der Legende vermutet Michael Lapidge einen Kleriker des Titulus, der ausgehend von dem unbekannten Stifter des titulus Gai eine Geschichte erfand und Stück für Stück ausbaute. Indem er den Stifter mit dem Papst der Jahre 283–296, Gaius, gleichsetzte, schuf er mit dessen dalmatischer Herkunft die Grundlage für das in der Legende wichtige Verwandtschaftsverhältnis Susannas zum Hause des ebenfalls aus Dalmatien stammenden Kaisers Diokletian. Zugleich hatte er mit Papst Gaius eine Person eingeführt, die alle Züge des Papstes Urban der Cäcilien-Legende trug. Dieser Legende folgend, wurden mit den von Susanna zum Christentum bekehrten Claudius und Maximus weitere Bezüge geschaffen, da sie Valerian und Tiburtius aus dem Umfeld der Cäcilia nachempfunden sind. Schließlich wurde Susanna wie bereits Cäcilia im eigenen Haus ermordet.
Immer wieder erlangte der Titulus die Zuwendung hoher kirchlicher Würdenträger. So stattete ihn Sergius I. im späten 7. Jahrhundert mit einem marmornen Ziborium und anderen Gaben aus. Anstelle des baufälligen titulus sanctae Susannae wurde unter Leo III., ehemals Presbyter der Titelkirche, in den Jahren 797/798 die Kirche Santa Susanna errichtet, prächtig beschenkt und mit der Körperreliquie einer heiligen Felicitas geehrt. Bis zum 18. Jahrhundert ging man davon aus, dass die Kirche auch die Körperreliquie der heiligen Susanna selbst unter dem Altar der Kirchenkrypta berge. Da es keine Translationsberichte gibt, wurde gemutmaßt, dass in der Kirche eine nachträglich mit der Märtyrin identifizierte oder zur Märtyrin erhobene Susanna bestattet sei, wenn nicht die alttestamentliche Susanna selbst ursprüngliches Zentrum des Kultes in der Kirche war und die Kirche daher kein Susannengrab bergen könne. Zuletzt kam die Kunsthistorikerin Elisabeth Priedl zu dem Ergebnis, dass in der Kirche keine Körper-, sondern eine der Susanna zugeschriebene Blutreliquie aufbewahrt werde. Laut Auskunft des angeschlossenen Klosters handelt es sich hierbei um die einzige Reliquie der heiligen Susanna.
Sowohl im Martyrologium Hieronymianum als auch im Martyrologium Romanum ist das Fest der heiligen Susanna unter dem 11. August verzeichnet. Wegen historischer Unzulänglichkeiten der mit Susanna verbundenen Legende wurde sie 1969 aus dem Calendarium Romanum Generale entfernt. Susanna wird mit Schwert und Krone als Attributen des Martyriums dargestellt. Sie ist Schutzpatronin von Torre Santa Susanna und Osini in Italien. Außer der Kirche in Rom tragen auch eine 1349 geweihte Kirche in Busachi (Ortsteil Santa Susanna) auf der Insel Sardinien und eine Kirche in Palermo das Patrozinium der heiligen Susanna. In Busachi findet jährlich zu ihrem Gedenktag im August eine Prozession mit einem Bildnis der Kirchenpatronin statt.
In Deutschland unterstehen u. a. die Kirchen  St. Susanna (Dederstedt) und St. Susannae (Plech) ihrem Patrozinium.